# Вульзи, Лоран

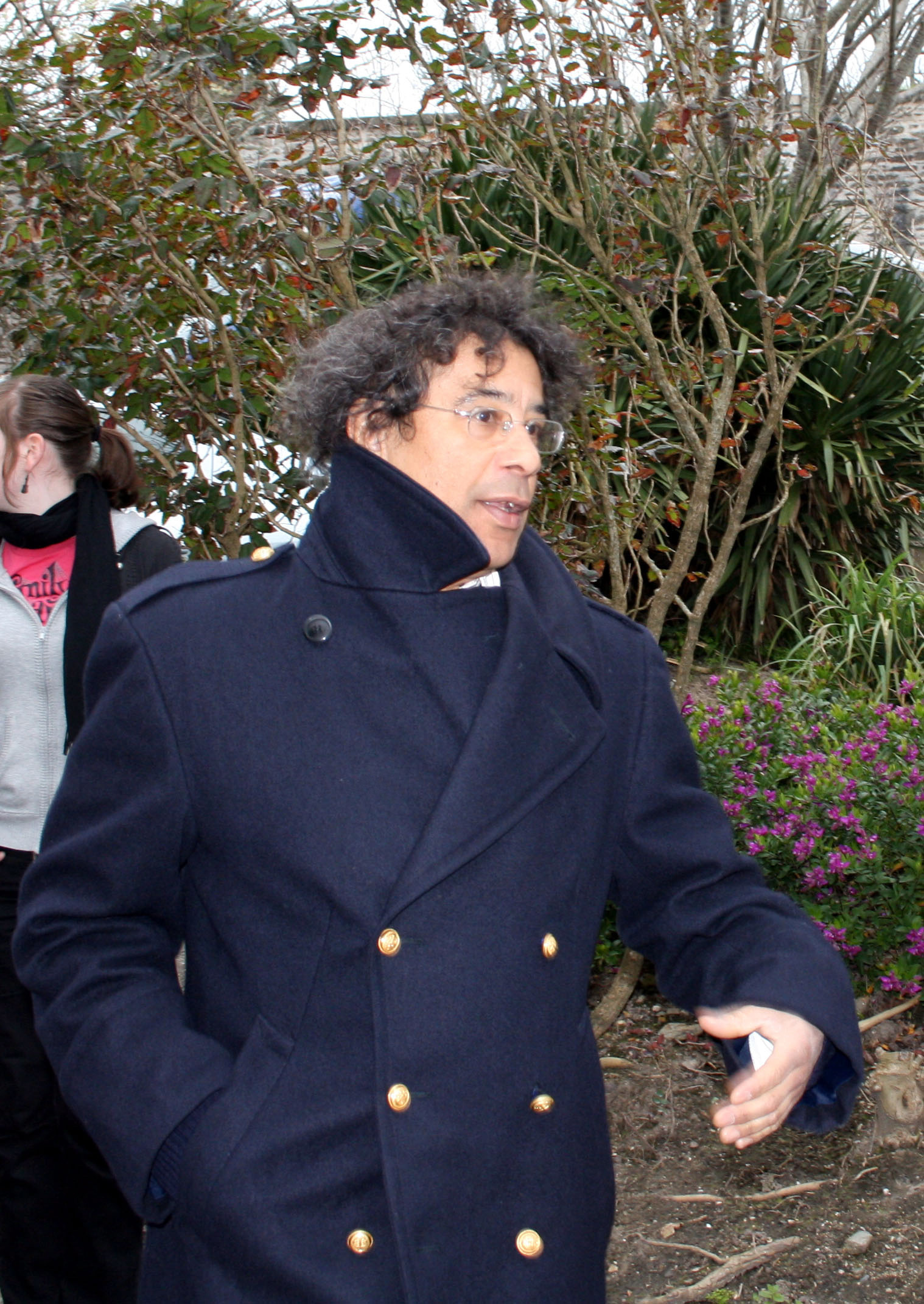
Лоран Вульзи в 2007 году

Лоран Вульзи (фр. Laurent Voulzy; род. 18 декабря 1948, Париж) — французский певец и композитор.

## Биография
Мать Вульзи была певицей и танцовщицей. Будущий музыкант рос на территории коммуны Ножан-сюр-Марн (регион Иль-де-Франс). Здесь же, в молодёжном Доме культуры, он дал свои первые небольшие концерты. Поначалу выступал вместе с бас-гитаристом Клодом ле Пероном. Сменил несколько музыкальных коллективов.
В 1974 Вульзи знакомится с Аленом Сушоном, и вскоре они пишут первую совместную песню «J'ai dix ans» (музыка Вульзи, слова Сушона), которую исполняет Сушон. С того времени началось многолетнее сотрудничество музыкантов.
В 1977 Вульзи выпускает песню, сделавшую его известным — «Rockollection», на слова Сушона. В этой песне-попурри (позднее выйдет её вторая часть) собраны припевы известных песен Beatles, Rolling Stones, Beach Boys, Bee Gees и других известных групп и музыкантов, оказавших влияние на творческую манеру Вульзи.
С конца 70-х по 2008 год Вульзи выпустил более 10 дисков (из них семь номерных студийных альбомов), самыми известными песнями с которых стали «Bubble Star» (1978), «Le Cœur grenadine» (1979), «Les Nuits sans Kim Wilde» (1985), «Paradoxal système» (1992) и др.
В 1993 году  Вульзи был награждён на церемонии вручения музыкальных премий «Виктуар де ля мюзик» за свой третий студийный альбом «Caché derrière», вышедший в конце 1992 года.
В 1986 году он уже был отмечен такой же премией, но в номинации «Лучшая песня года» (за песню «Belle-île en mer» на стихи Алена Сушона).

## Семья
У Лорана Вульзи четверо сыновей, старший из которых (Жюльен) стал музыкантом и сформировал группу Les Cherche Midi с сыном Сушона Пьером.

## Дискография
- 1977 — «Rockollection» (сингл);
- 1979 — «Le Cœur grenadine»;
- 1983 — «Bopper en larmes»;
- 1989 — «Belle-Île-en-Mer 1977-1988» (сборник);
- 1992 — «Caché derrière»;
- 1994 —  «Voulzy Tour» (2 диска с записью живого выступления музыканта);
- 2001 —  «Avril»;
- 2003 — «Saisons» (сборник лучших песен за 1977 — 2003, в двух дисках);
- 2004 — «Le Gothique Flamboyant Pop Dancing Tour» (2 диска с концертной записью);
- 2006 — «La Septième Vague» (альбом кавер-версий);
- 2008 — «Recollection» (альбом, посвящённый 30-летней годовщине выхода «Rockollection»).
- 2011 — «Lys & Love»;
- 2014 — «Alain Souchon & Laurent Voulzy» (Warner);
- 2017 — «Belem» (Columbia).